# Малхотра, Сима
Сима Малхотра (англ. Seema Malhotra, род. 7 августа 1972 года, Лондон, Англия, Великобритания) — британский политик индийского происхождения. Член Кооперативной партии, выдвинутый в парламент по спискам Лейбористской партии. Член Парламента Великобритании от избирательного округа Фелтем и Хестон (с 2011 года). Теневой старший секретарь казначейства в теневом кабинете Джереми Корбина.

## Начало карьеры
Сима Малхотра родилась в 1972 году в Лондоне. Окончила Уорикский университет и получил степень магистра в области бизнеса и информационных исследований в Университете Астона. Работала консультантом по вопросам управления в компаниях Accenture и PricewaterhouseCoopers. Основательница и руководитель Фабианской сети женщин (англ. Fabian Women's Network) — женской организации Фабианского общества, бывший председатель молодёжной организации общества — Молодых фабианцев
До 2010 года, во время пребывания партии лейбористов у власти, работала в качестве советника министров Лиама Бирна и Иэна Остина. После поражения лейбористов на выборах 2010 года и отставки лидера партии Гордона Брауна стала специальным помощником нового лидера Гарриет Гарман.

## Парламентская карьера
В декабре 2011 года, после отставки депутата от округа Фелтем и Хестон Алана Кина, в этом округе были организованы довыборы. Малхотра одержала на них победу, опередив своего ближайшего соперника на 6,203 голосов.
В августе 2014 года она была назначена на не существовавшую ранее должность теневого министра по предотвращению насилия в отношении женщин и девочек в теневом кабинете Эда Милибэнда, подчинённого Министерству внутренних дел. На этом посту она занималась вопросами защиты жертв изнасилований, сексуального насилия и насилия в семье, женского обрезания, проституции и торговли людьми, а также лиц, принуждённых к вступлению в насильственные браки.
13 сентября 2015 года Малхотра была назначена теневым старшим секретарём казначейства в теневом кабинете Джереми Корбина. 26 июня 2016 года, после оглашения результатов референдума о выходе Великобритании из ЕС, она, в числе ряда других теневых министров, подала в отставку

## Личная жизнь
Сима Малхотра состоит в браке с консультантом по управлению и финансистом Сушилом Кумаром Салуджа (англ. Sushil Kumar Saluja).